# Imre Harangi
Imre Harangi (16 de outubro de 1913 – 4 de fevereiro de 1979) foi um boxeador húngaro, campeão olímpico.

## Carreira
Harangi ficou em segundo lugar no Campeonato Europeu de 1934. Ele conquistou a medalha de ouro nos Jogos Olímpicos de Verão de 1936 em Berlim, após derrotar o estoniano Nikolai Stepulov na categoria peso leve e consagrar-se campeão.